# 419 Aurelia
Aurelia (asteroide 419) é um asteroide da cintura principal com um diâmetro de 129,01 quilómetros, a 1,94049546 UA. Possui uma excentricidade de 0,25256066 e um período orbital de 1 527,92 dias (4,18 anos).
Aurelia tem uma velocidade orbital média de 18,4852108 km/s e uma inclinação de 3,92499401º.
Este asteroide foi descoberto em 7 de Setembro de 1896 por Max Wolf.